# Gàtova
Gàtova (en castellà i oficialment Gátova) és un municipi del País Valencià que es troba a la comarca del Camp de Túria, en la província de València. Fins a 1995 formava part de la comarca de l'Alt Palància, i per tant, de la província de Castelló.
Limita amb Marines, Serra, Olocau, Altura i Sogorb (els dos darrers de la comarca de l'Alt Palància).

## Geografia
El terme municipal de Gàtova se situa en l'extrem occidental de la Serra Calderona, a l'est de les muntanyes de la Cova Santa i Les Alcubles, dintre de l'anticlinal iniciat per la serra de Javalambre i continuat per la serra d'Andilla, constituint totes elles els últims contraforts de la Serralada Ibèrica. Els cims més destacats són el Pico del Águila (878 m), Piezarroya (841 m), Peñarroya (656 m), el Gorg (que amb 907 m és el més alt de la serra calderona), les muntanyes de l'Alt de la Calera (852 m), Fuenfría (781 m) i l'Arenal (717 m).
Aquí naix el barranc de Carraixet i també solquen el terreny els de Chirivilla, Piñel i Sacañé; hi ha brolladors i fonts, alguns d'ells amb aigües mineromedicinals, com ara la font del Tormo, los Cinglos, Iranzo, Alameda, Rebollo i moltes més; les coves de Chirivilla i Sacañé, que han estat utilitzades en algun moment com a refugi pel ramat.
Les terres sense conrear estan ocupades per pi, surera, carrasca, romaní i pastures. Es caça el porc javalí i altres espècies de caça menor, com el conill i la perdiu.
La població es troba als peus del Pico del Águila i el nucli urbà es caracteritza pels forts desnivells, amb carrers desnivellats i tortuosos.

## Història
Les restes més antigues de poblament en Gàtova es troben a Marmalé de Abajo i són de l'edat del bronze; també s'han trobat restes iberes en el castell de Torrejón, La Mina i Puntalicos Blancos. L'origen de la població actual és l'alqueria musulmana anomenada Catava i que, més tard, ja apareix documentada com a Gàtova. Jaume I (1208-1276), després de la conquesta, va donar-la, segons que consta al Llibre de Repartiment, l'any 1238 a Pere Sanxo de Maragmon; en 1259 pertanyia al senyoriu del comte d'Olocau, que posteriorment (16 de febrer de 1650), sota la família Sanç de Vilaragut i de Castellví, seria integrat en el marquesat de Llaneras. Com a lloc de moriscs pertanyia a la fillola de Sogorb i, després de l'expulsió, va ser repoblat amb vint-i-una famílies aragoneses. En la partició provincial de 1833 restà adscrit a la de Castelló, però en 1995, a petició de la població, el poble va passar de la comarca de l'Alt Palància a la del Camp de Túria. A conseqüència d'això, és l'únic poble de la comarca, llevat dels de nova planta del segle XX construïts arran els embassaments dels Serrans, que parla castellà.

## Demografia
| 1900  | 1910  | 1920  | 1930  | 1940  | 1950  | 1960 | 1970 | 1981 | 1991 | 2000 | 2005 | 2007 |
| ----- | ----- | ----- | ----- | ----- | ----- | ---- | ---- | ---- | ---- | ---- | ---- | ---- |
| 1.265 | 1.323 | 1.286 | 1.308 | 1.210 | 1.213 | 972  | 829  | 635  | 468  | 500  | 451  | 466  |

## Economia
L'agricultura, sobretot la de secà (ametlers i oliveres) i una mica de regadiu (hortalisses i fruiters) ha sigut la base de l'economia local; però actualment el municipi s'encara més al turisme, gràcies als seus recursos paisatgístics.

## Política i govern

### Composició de la Corporació Municipal
El Ple de l'Ajuntament està format per 7 regidors. En les eleccions municipals de 26 de maig de 2019 foren elegits 5 regidors de Contigo Somos Democracia (Contigo) i 2 del Partit Socialista del País Valencià (PSPV-PSOE).
| Eleccions municipals de 26 de maig de 2019 - Gàtova                                                                                       |                                          |                                     |                                     |      |          |          |
| Candidatura | Candidatura                              | Candidatura                         | Cap de llista                       | Vots | Vots     | Regidors |
| | Contigo Somos Democracia                 |                                     | Manuel Martínez Romero              | 191  | 58,23%   | 5 (+5)   |
| | Partit Socialista del País Valencià-PSOE |                                     | María Jesús Nicolau Gozalbes        | 111  | 33,84%   | 2 (-1)   |
| | Altres candidatures                      |                                     |                                     | 25   | 7,62%    | 0 ( -4)  |
| | Vots en blanc                            |                                     |                                     | 1    | 0,30%    |          |
| Total vots vàlids i regidors | Total vots vàlids i regidors             | Total vots vàlids i regidors        | Total vots vàlids i regidors        | 328  | 100 %    | 7        |
| | Vots nuls                                | Vots nuls                           | Vots nuls                           | 1    | 0,3 %    |          |
| Participació (vots vàlids més nuls) | Participació (vots vàlids més nuls)      | Participació (vots vàlids més nuls) | Participació (vots vàlids més nuls) | 329  | 92,94%** |          |
| Abstenció | Abstenció                                | Abstenció                           | Abstenció                           | 25*  | 7,06%**  |          |
| Total cens electoral | Total cens electoral                     | Total cens electoral                | Total cens electoral                | 354* | 100 %**  |          |
| Alcalde: Manuel Martínez Romero (Contigo) (15/06/2019) Per majoria absoluta dels vots dels regidors (5 vots de Contigo)                   |                                          |                                     |                                     |      |          |          |
| Fonts: JEC, JEZ Llíria, Ministeri de l'Interior, Periòdic Ara. (* No són vots sinó electors. ** Percentatge respecte del cens electoral.) |                                          |                                     |                                     |      |          |          |

### Alcaldes
Des de 2015 l'alcalde de Gàtova és Manuel Martínez Romero, primer per Ciutadans - Partit de la Ciutadania (Cs), des de 2017 com a no adscrit i des de 2019 per Contigo Somos Democracia (Contigo).
| Període                       | Alcalde o alcaldessa       | Partit polític | Data de possessió     | Observacions     |
| ----------------------------- | -------------------------- | -------------- | --------------------- | ---------------- |
| 1979–1983                     | Victoriano Martínez Sierra | PSPV-PSOE      | 19/04/1979            | --               |
| 1983–1987                     | José Romero Romero         | PSPV-PSOE      | 28/05/1983            | --               |
| 1987–1991                     | Antonio Martínez Estévez   | CIG            | 30/06/1987            | --               |
| 1991–1995                     | Leopoldo Romero Llima      | PSPV-PSOE      | 15/06/1991            | --               |
| 1995–1999                     | Leopoldo Romero Llima      | PSPV-PSOE      | 17/06/1995            | --               |
| 1999–2003                     | Leopoldo Romero Llima      | PSPV-PSOE      | 03/07/1999            | --               |
| 2003–2007                     | Leopoldo Romero Llima      | PSPV-PSOE      | 14/06/2003            | --               |
| 2007–2011                     | Leopoldo Romero Llima      | PSPV-PSOE      | 16/06/2007            | --               |
| 2011–2015                     | Leopoldo Romero Llima      | PSPV-PSOE      | 11/06/2011            | --               |
| 2015–2019                     | Manuel Martínez Romero     | Cs No adscrit  | 13/06/2015 31/03/2017 | Canvi de grup -- |
| 2019-2023                     | Manuel Martínez Romero     | Contigo        | 15/06/2019            | --               |
| Des de 2023                   | n/d                        | n/d            | 17/06/2023            | --               |
| Fonts: Generalitat Valenciana |                            |                |                       |                  |

## Monuments
- Església de Nostra Senyora dels Àngels. De 1723 amb campanar de 1794, fou restaurada en 1991. Pertany a la Diòcesi de Sogorb-Castelló.
- Molins de La Ceja i Cachumbito. Fora de servei des del segle xix, però restaurats i utilitzats com a miradors.
- Torre de Torrejón. És d'orige musulmà i fon construïda sobre les restes iberes. Hui dia es troba en estat ruïnós.
- Aqüeducte de Piñel. Segons uns romà, segons altres moro. Està format per dos arcs de pedra i servia per a subministrar aigua a la població.
- El Pont. Construït a les primeries del segle passat, no té gran valor arquitectònic però resulta una espectacular obra civil.

## Llocs d'interés
- El Gorg, amb els seus 907 metres, constituïx la major elevació de la serra Calderona. Es pot accedir per un camí de terra fins a la base, i mitjançant una senda degudament senyalitzada fins al cim, en el qual se situa un vèrtex geodèsic de l'Institut Geogràfic Nacional. És un lloc molt visitat per excursionistes, degut a les precioses vistes que oferix: la mar Mediterrània, la ciutat de València i, els dies clars, l'Albufera.

En el seu entorn se situen les muntanyes de la Moratilla, Tristany, la Mina i el Cardaire, de gran importància i valor ecològic per estar poblats majoritàriament per sureres (Quercus súber), arboços (Arbustus unedo) i altres espècies representatives.
- Pico del Águila, de 878 metres, té accés fins i tot per a cotxes fins al mateix cim, mitjançant camí de terra en condicions regulars, amb trams pavimentats en formigó acolorit per a reduir l'impacte visual. En el més alt del mateix se situa altre vèrtex geodèsic de l'IGN i una caseta de fusta, instal·lada per la Consellería de Medi Ambient, per a la vigilància d'incendis. Des d'allí poden contemplar-se belles vistes de la vall del Palància, serra d'Espadà, el Penyagolosa, el Mediterrani per la zona de Sagunt i les Valls, bona part de la serra Calderona, etc.

- Piezarroya, de 841 metres, és una muntanya d'especials característiques, desconegut per a molts, des de la qual es poden vore àmplies i precioses vistes de València, Manises i el seu aeroport, l'Albufera, el Mediterrani des de la Pobla de Farnals fins a inclús el cap de Sant Antoni, això sí, en dies clars.

- L'Era del Pi se situa enfront de la població, en el marge dret del barranc de Carraixet; es pot accedir per una senda, que coincidix en part amb la Senda de Gran Recorregut GR-10. L'Era del Pi deu el seu nom al pi centenari que alberga, digne de ser visitat. Hi ha, a més, unes vistes precioses.

- Nombroses fonts es poden visitar:
  - La Alameda
  - Rebollo
  - Los Cinglos
  - La Fuenfría
  - El Rodeno
  - Iranzo
  - El Tormo
  - El Vallejo
  - Los Caños o San Isidro
  - Fuentes de la Tejería

## Festes i celebracions
Celebra les seues Festes patronals del 23 al 25 de setembre dedicades al Crist de la Misericòrdia, la nostra Senyora de la Mercé i Sant Josep. Les dues últimes setmanes de juliol se celebren els bous al carrer, on els amants d'estos animals es reunixen per a divertir-se i gaudir d'esta festa. També la tercera setmana d'agost se celebra la tradicional festa de Sant Rafel, més coneguda com "la festa dels xicons" on sense ànim de molestar, es perllonguen fins a més enllà del clarejar els cants de la joventut del poble. Igualment, en la primera setmana d'agost, se celebra la "festa de les xicones", on es pot ballar.